# Гаджиев, Мурад Станиславович
Мурад Станиславович Гаджиев (род. 31 июля 1961, Махачкала, Дагестанская АССР, СССР) — российский политический и общественный деятель. Депутат Государственной Думы VI, VII и VIII созывов. Член фракции «Единая Россия», член Комитета по транспорту и строительству.
Из-за нарушений находится под персональными  санкциями 27 стран ЕС, Великобритании, США, Канады, Швейцарии, Австралии, Украины, Новой Зеландии.

## Биография
Рос в спортивной семье. Отец — Станислав Гаджиев, советский самбист и борец вольного стиля. Братья — Рустам Гаджиев, обладатель Кубка мира по вольной борьбе среди молодёжи и Магомедсалам Гаджиев, мастер спорта России международного класса по вольной борьбе.

Сам Мурад Гаджиев также занимался вольной борьбой, был чемпионом СССР среди юниоров, призёром первенства Европы среди юниоров.
В 1988 году получил высшее образование окончил по специальности «Технология консервирования» Дагестанского политехнического института. В 2000 году окончил аспирантуру РУДН, защитил диссертацию на тему «Виноградарство в системе адаптивно-ландшафтного земледелия Южного Дагестана», решением диссертационного совета присвоена научная степень кандидата сельскохозяйственных наук. В 2005 году в Московской сельскохозяйственной академии им. К. А. Тимирязева защитил докторскую диссертацию на тему «Агроэкологические основы устойчивого развития виноградарства, плодоводства и виноделия Южного Дагестана в XXI веке». Доктор сельскохозяйственных наук.
С 1993 по 2008 год был директором Дербентского коньячного комбината. С 1994 по 2011 год работал председателем Дербентского городского собрания депутатов. В марте 2011 избран депутатом Народного собрания Дагестана.
В декабре 2011 года баллотировался в депутаты Госдумы, по итогам распределения мандатов избран Государственной Думы Федерального Собрания Российской Федерации VI созыва.
В сентябре 2018 года выдвигался в депутаты Госдумы, по итогам выборов депутатом Государственной Думы VII созыва.
В сентябре 2021 года на выборах в Государственную Думу VIII созыва был избран по Центральному одномандатному избирательному округу № 11 в республике Дагестан как представитель от политической партии "Единая Россия". 80,20% голосов избирателей, посетивших участки в дни голосования были отданы за Мурада Гаджиева.

## Законотворческая деятельность
С 2011 по 2019 год, в течение исполнения полномочий депутата Государственной Думы VI и VII созывов, выступил соавтором 240 законодательных инициатив и поправок к проектам федеральных законов.

## Международные санкции
Из-за поддержки российской политики направленной на установление конституционного строя на Украине.
23 февраля 2022 года внесён в санкционные списки стран Евросоюза за действия и политику, которые подрывают территориальную целостность, суверенитет и независимость Украины и еще больше дестабилизируют Украину.
24 февраля 2022 года включён в санкционный список Канады «близких соратников режима» за голосование о признании независимости «так называемых республик в Донецке и Луганске».
24 марта 2022 года, на фоне вторжения России на Украину, включён в санкционный список США за «соучастие в войне Путина» и «поддержку усилий Кремля по вторжению в Украину», Госдеп США заявил что депутаты Госдумы используют свои полномочия для преследования инакомыслящих и политических оппонентов, нарушают свободу информации, ограничивают права человека и основные свободы граждан России.
По аналогичным основаниям с 15 марта 2022 года находится под санкциями Великобритании. С 25 февраля 2022 года — Швейцарии. С 26 февраля 2022 года — Австралии.
Указом президента Украины Владимира Зеленского от 7 сентября 2022 находится под санкциями Украины. С 12 октября 2022 года — под санкциями Новой Зеландии.

## Награды
- Орден Дружбы
- Орден Почета
- Почетная Грамота Республики Дагестан
- Почетной Грамотой Государственной Думы Федерального Собрания Российской Федерации
- Лауреат Государственной премии Республики Дагестан.